# دان تشارلز
دان تشارلز (بالإنجليزية: Dan Charles)‏ هو فنان قتال مختلط أمريكي، ولد في 24 سبتمبر 1985 في فينيكس في الولايات المتحدة.

## وصلات خارجية
- دان تشارلز على موقع بيلاتور (الإنجليزية)
- دان تشارلز على موقع شيردوغ (الإنجليزية)